# Jason Aguemon
Jason Rilwann Aguemon, né le 14 avril 1992, est un running back professionnel français jouant actuellement pour les Mousquetaires de Paris au sein de l'European League of Football (ELF).

## Biographie

### Jeunesse
Aguemon commence à jouer au football américain en équipes de jeunes au Flash de La Courneuve. Il termine deuxième avec l'équipe de France U19 aux Championnats d'Europe Juniors 2011 joués à Cologne. L'année suivante, il devient champion de France juniors avec le Flash.
En 2018, il intègre l'équipe de France qui devient championne d'Europe à Vantaa. Lors de la finale contre l'Autriche, il totalise 63 yards à la course et inscrit un touchdown. Lors de la saison 2019, il était principalement utilisé comme joueur défensif.

### Carrière professionnelle
Aguemon est recruté en juillet 2015 par les Cougars de Lübeck (de) évoluant dans la 2e division de la Ligue allemande de football. Au cours de cinq matchs, il réalise un total de 163 yards à la course et réussit 21 réceptions tout en inscrivant deux touchdowns. Par la suite, il retourne au Flash de La Courneuve et remporte le championnat de France de 1re division en 2017 et en 2018. Après sa participation à un Combine organisé en janvier 2020 par la Ligue canadienne de football (LCF) à Paris, Aguemon est invité au Combine de la LCF prévu à Toronto fin mars de la même année. Cependant, en raison de la pandémie de Covid-19, cet événement est annulé et est finalement organisé l'année suivante. Aguemon n'est pas sélectionné lors de la draft mondiale de la LCF en 2021.
En mai 2021, Aguemon signe un contrat avec les Kings de Leipzig pour la saison inaugurale de la Ligue européenne de football (ELF). Bien qu'il ait enregistré le cinquième plus gros total de yards gagnés à la course (518 yards), son équipe ne se qualifie pas pour la série éliminatoire, les Kings présentant un bilan insuffisant de cinq victoires pour cinq défaites. Aguemon rejoint ensuite la nouvelle franchise du Rhein Fire pour la saison 2022 de la ELF, où il est aligné comme titulaire avant de devoir céder sa place à Daniel Rennich (de). À la fin du mois de juillet, il est libéré par le Fire.
En octobre 2022, Aguemon décide de mettre un terme à sa carrière en équipe nationale après le match de phase de groupes du Championnat d'Europe contre l'Autriche[réf. nécessaire].
Aguemon signe un contrat avec la nouvelle franchise des Mousquetaires de Paris en vue de la saison 2023 de la ELF. Paris ne se qualifie pas pour la série éliminatoire, affichant un bilan insuffisant de 6 victoires pour autant de défaites.

## Statistiques
| Année        | Équipe                 | Compétition  | MJ             | Courses        | Courses        | Courses        | Courses        | Courses        | Réceptions     | Réceptions     | Réceptions     | Réceptions     | Réceptions     |
| ------------ | ---------------------- | ------------ | -------------- | -------------- | -------------- | -------------- | -------------- | -------------- | -------------- | -------------- | -------------- | -------------- | -------------- |
| Année        | Équipe                 | Compétition  | MJ             | Nb.            | Yards          | Y/C            | TD             | + Lg.          | Nb.            | Yards          | Y/R            | TD             | + Lg.          |
| 2021         | Kings de Leipzig       | ELF          | 09             | 96             | 518            | 5,4            | 3              | 40             | 11             | 112            | 10,2           | 1              | 23             |
| 2022         | Rhein Fire             | ELF          | 08             | 78             | 337            | 4,3            | 3              | 70             | 02             | 02             | 01,0           | 0              | 04             |
| 2023         | Mousquetaires de Paris | ELF          | 12             | 73             | 333            | 4,5            | 2              | 27             | 02             | 012            | 06,0           | 0              | 12             |
| 2024         | Mousquetaires de Paris | ELF          | Saison à venir | Saison à venir | Saison à venir | Saison à venir | Saison à venir | Saison à venir | Saison à venir | Saison à venir | Saison à venir | Saison à venir | Saison à venir |
| Total en ELF | Total en ELF           | Total en ELF | 29             | 247            | 1 188          | 4,8            | 8              | 70             | 13             | 114            | 08,8           | 1              | 23             |

## Palmarès

### En club
Flash de La Courneuve :
- Champion de France 2017[10];
- Champion de France 2018[10].

### En équipe nationale
- 2e du championnat d'Europe Junior 2011 à Séville[réf. nécessaire]
- Vainqueur du championnat d'Europe 2018 à Vantaa[11]

## Autres sports
En décembre 2017, Aguemon participe en tant que pousseur d'un bobsleigh à quatre aux compétitions de la Coupe d'Europe IBSF 2017-2018 à Königssee et La Plagne.